# Crotalaria pycnostachya
Crotalaria pycnostachya är en ärtväxtart som beskrevs av George Bentham. Crotalaria pycnostachya ingår i släktet sunnhampor, och familjen ärtväxter.

## Underarter
Arten delas in i följande underarter:
- C. p. donaldsonii
- C. p. pycnostachya
- C. p. tropeae